# Abbazia di Seltz
L'abbazia di Seltz o abbazia di Selz (in tedesco: Kloster Selz; in francese: Abbaye de Seltz) è un ex monastero e abbazia imperiale a Seltz, precedentemente Selz, in Alsazia, Francia.

## Storia
Il monastero benedettino, dedicato ai santi Pietro e Paolo, fu fondato intorno al 991 da Adelaide, seconda moglie di Ottone I e imperatrice vedova, in seguito Sant'Adelaide, che vi fu sepolta il 16 dicembre 999. Nel gennaio 992 ottenne la tuitio reale e l'immediatezza imperiale da Ottone III.
L'abbazia subì gravi inondazioni nel 1307 e fu ricostruita tra il 1307 e il 1315. Le reliquie di Sant'Adelaide, che apparentemente sopravvissero alle inondazioni, furono trasferite nella chiesa di Santo Stefano a Seltz. Una casa figlia dell'abbazia, fondata a Mirmelberg nel 1197, fu spazzata via dalle inondazioni nel 1469.
L'abbazia venne infine secolarizzata nel 1481 e i monaci formarono un collegio di canonici che operava come capitolo della vicina chiesa di Santo Stefano (a un miglio di distanza dall'abbazia), mantenendo alcuni dei privilegi della precedente fondazione, anche se non tutti i possedimenti.
Il capitolo divenne protestante nel 1575 e fu mediato dall'Elettorato del Palatinato. La maggior parte degli edifici monastici furono scavati a partire dall'inizio del XVII secolo, tranne uno che era stato utilizzato come accademia riformata per giovani nobili nel 1575 ma fu chiuso nel 1577 perché il nuovo Elettore era luterano.
Il capitolo protestante tornò a essere un canonicato nel 1684 dopo che Seltz fu annessa alla Francia (nel 1680) e la popolazione locale si riconvertì al cattolicesimo romano. Fu sciolto dal vescovo di Strasburgo (con l'approvazione del re di Francia) nel 1692.
La parrocchia di Seltz fu sciolta durante il governo della Convenzione nazionale (1792-1795) e la chiesa di Santo Stefano fu incendiata dalle truppe austriache dopo la battaglia di Seltz del 23 ottobre 1793. La chiesa sopravvisse comunque e la parrocchia fu ricreata nel 1801 al tempo del Consolato francese. La chiesa fu ampiamente ricostruita sotto il governo dell'Impero tedesco (che aveva annesso l'Alsazia nel 1870) in occasione dell'anniversario della morte dell'imperatrice Adelaide nel 1899.
La chiesa fu quasi distrutta durante la seconda guerra mondiale. Il restauro fu completato nel 1958.